# Colombia Open 1995
Il Colombia Open 1995 è stato un torneo di tennis giocato sulla terra rossa. È stata la 2ª edizione del Colombia Open, che fa parte della categoria World Series nell'ambito dell'ATP Tour 1995. Il torneo si è giocato a Bogotà in Colombia, dall'11 al 17 settembre 1995.

## Campioni

### Singolare maschile
Nicolás Lapentti ha battuto in finale  Miguel Tobon con il punteggio di 2–6, 6–1, 6–4

### Doppio maschile
Jiří Novák /  David Rikl hanno battuto in finale  Steve Campbell /  MaliVai Washington con il punteggio di 7–6, 6–2